# الطاقة الشمسية في باكستان

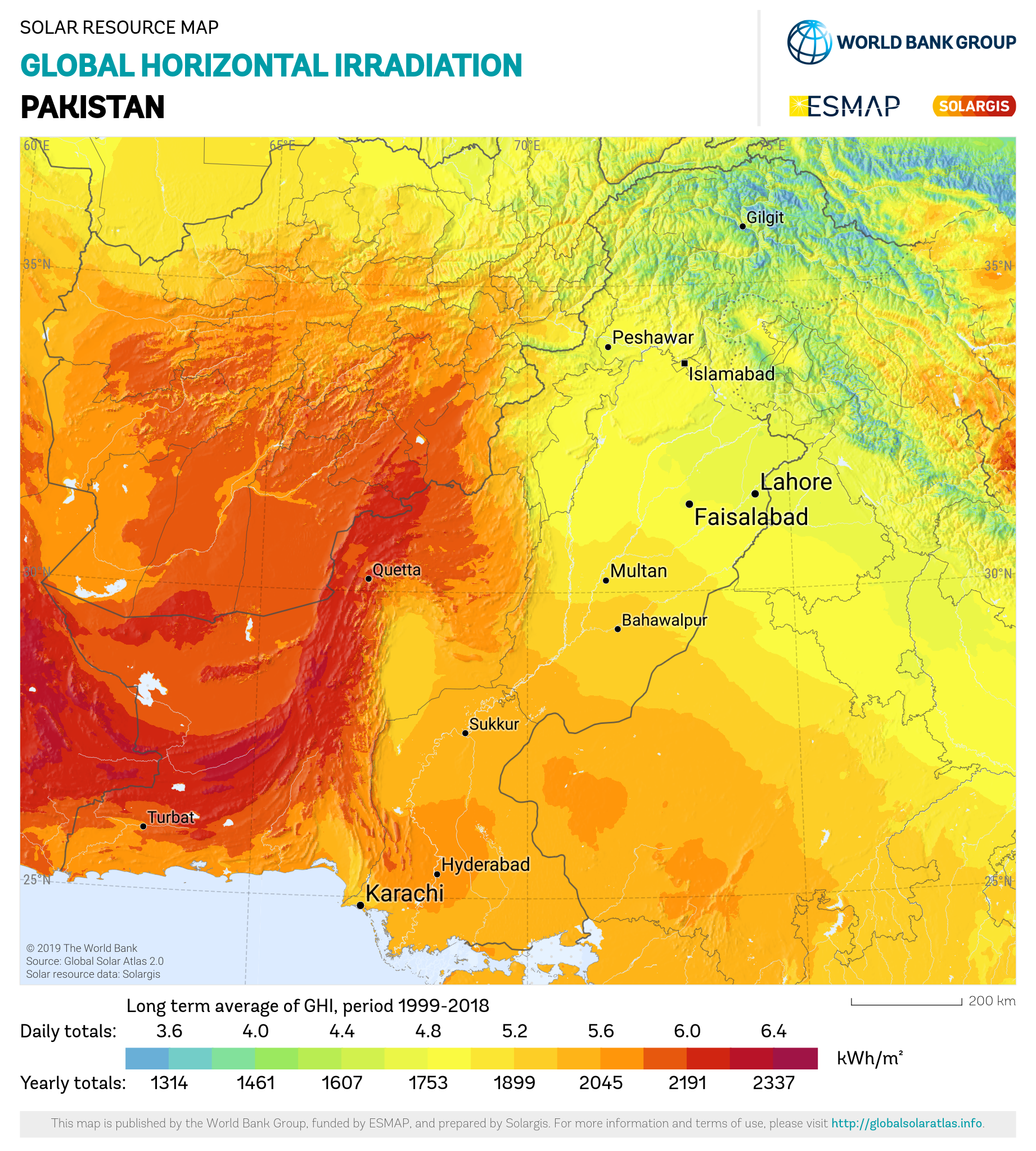
الإشعاع الشمسي في باكستان.

بدأت باكستان في الاعتماد على الطاقة الشمسية منذ فترة قليلة. تمتلك البلد محطات طاقة شمسية في كشمير الباكستانية وولاية البنجاب والسند وبلوشستان. كما توجد مبادرات قيد التطوير تابعة للوكالة الدولية للطاقة المتجددة، والوكالة اليابانية للتعاون الدولي والشركات الصينية، وشركات الطاقة الباكستانية من القطاع الخاص.
تهدف البلد إلى بناء أكبر محطة للطاقة الشمسية في العالم، ببناء محطة كاسب (QASP) في صحراء جولستان، البنجاب، بسعة إجمالية حوالي 1 جيجاوات بحلول عام 2017. هذه المحطة كافية لتوفير الطاقة لأكثر من 320000 منزل.

## المشروع

### مقدمة عن الطاقة النظيفة من خلال نظام توليد الكهرباء بالطاقة الشمسية
في 29 مايو 2012، افتتحت باكستان أول محطة للطاقة الشمسية في إسلام أباد. بسعة إجمالية تصل إلى 178 كيلو وات. وصلت تكلفة هذا المشروع حوالي 480 مليون ين (حوالي 553.63 مليون روبية باكستانية) على مدى ثلاث سنوات ابتداء من عام 2010.

### مشاريع أخرى
ركبت بيكون هاوس أول نظام للطاقة الشمسية عالية الجودة بسعة كلية 10 كيلو وات في لاهور. استنادا على جدوى منظمة التجارة الأمريكية، ووكالة التنمية الأمريكية.
من المتوقع تثبيت من 50 إلى 100 ميجاوات في عام 2013، وحوالي 300 ميجاوات في عام 2014. في مايو 2015، تم تثبيت 100 ميجاوات من 1000 ميجاوات في حديقة القائد الأعظم.

## معدل الإشعاع الشمسي السنوي
وصل معدل الإشعاع الشمسي في باكستان إلى حوالي 5.3 كيلووات ساعة/ متر مربع/ اليوم الواحد. حددت باكستان هدفا لإضافة ما يقرب من 10 جيجاوات من الطاقة المتجددة بحلول عام 2030، وتقليل 5٪ من استخدام الديزل بحلول عام 2015، 10٪ بحلول عام 2025.

## المنشآت الكهروضوئية
| عام  | التثبيت بالميجاوات MWp | التثبيت بالميجاوات MWp | ملاحظات |
| عام  | السعة الكلية           | السعة المصافة          | ملاحظات |
| ---- | ---------------------- | ---------------------- | ------- |
| 2014 | 400                    |                        | [ 8 ]   |
| 2015 | 1,000                  | 600                    | [ 8 ]   |

## سياسة الحكومة
أعلن راجا برويز أشرف، وزير الطاقة والموارد المائية السابق في 2 يوليو 2009، عن نية الحكومة لتوصيل الكهرباء لأكثر من 7000 قرية باستخدام الطاقة الشمسية في عام 2014. كما ذكر المستشار سردار ذو الفقار خوسا أن حكومة البنجاب ستبدأ مشاريع جديدة تهدف إلى توليد الكهرباء باستخدام كلا من الفحم، الطاقة الشمسية وطاقة الرياح.
تخطط الحكومة الباكستانية لبناء محطة لتحلية المياه بواسطة الطاقة الشمسية.

## وصلات خارجية
- Malaysian firm wins $75m Pakistan wind-power project
- pakistan-and-us-sign-150-mw-wind-power-project